# Torre Madero Office
La Torre Madero Office  est un gratte-ciel de 140 mètres de hauteur, construit à Buenos Aires en Argentine de 2008 à 2010.
L'immeuble abrite des bureaux sur 27 étages.
La surface de plancher est de 63 000 m² 
L'architecte de l'immeuble est Mario Roberto Álvarez y Asociados